# Ruschia leptocalyx
Ruschia leptocalyx är en isörtsväxtart som beskrevs av L. Bol. Ruschia leptocalyx ingår i släktet Ruschia och familjen isörtsväxter. Inga underarter finns listade i Catalogue of Life.